# Гіонкань
Гіонкань, Гіонкані (рум. Ghioncani) — село у повіті Алба в Румунії. Входить до складу комуни Интрегалде.
Село розташоване на відстані 295 км на північний захід від Бухареста, 26 км на північний захід від Алба-Юлії, 63 км на південь від Клуж-Напоки.

## Населення
За даними перепису населення 2002 року у селі проживали 104 особи, усі — румуни. Усі жителі села рідною мовою назвали румунську.